# علی‌رضا حاج‌قاسم
علیرضا حاج‌قاسم‌زاده متولد ۱۴ بهمن سال ۱۳۲۵ در تهران، یک بازیکن فوتبال ایرانی است که در پست مهاجم بازی می‌کرد، او با تیم ملی در مسابقات جام عمران منطقه ای، جام استقلال برزیل و جام کوروش در سال‌های ۴۹ تا ۵۱ بازی کرد.
او همچنین برای تیم‌های تاج تهران و پاس تهران نیز بازی کرده است. او با تیم استقلال قهرمان جام باشگاه‌های آسیا در سال ۱۹۷۰ شده است.